# Lingüística forense
La lingüística forense és un camp de la lingüística aplicada que busca la resolució de certs problemes judicials, mitjançant l'anàlisi del llenguatge. S'usa per exemple per decidir si dos escrits corresponen a la mateixa persona, per estudiar casos de possible plagi, identificar trets personals en un registre sonor (com una trucada de telèfon d'un segrestador), detectar la ideologia subjacent en un decret (anàlisi del discurs) o fer la llengua administrativa més entenedora, entre d'altres. Com tota disciplina forense, requereix que els estudis pericials es duguin a terme per professionals especialitzats en el camp.

## Definició
La lingüística forense és una especialització que entrecreua llengua i dret, bàsicament autentificant discursos d'acusats o analitzant textos jurídics. Entre les seves tasques destaquen analitzar contradiccions en textos legals, mitjançant pistes d'àudio, identificar l'escriptor d'un text anònim o comprovar la veracitat de textos i pistes d'àudio.

## Història

### El cas Evans
El primer cop que es va utilitzar el terme 'lingüística forense’ va ser l'any 1968 amb la resolució del ‘cas Evans'. Va ser el lingüista suec Jan Svartvik, qui va usar per primera vegada aquest concepte en el seu estudi The Evans Statements: A case for Forensic Linguistics. En aquest estudi, l'autor va analitzar el llenguatge que va utilitzar Thimoty Evans, un acusat d'assassinar la seva dona i la seva filla, en les seves quatre declaracions. Va ser declarat culpable però, anys més tard de ser executat, va ser declarat innocent, ja que l'estudi va demostrar que les seves declaracions havien estat modificades pel tribunal.

A continuació, es pot veure un breu fragment dels punts que analitza Jan Svartvik en el seu estudi, entre els quals trobem oracions de relatiu, oracions amb adverbis i proposicions, etc.:
J. Svartvik points out certain stylistic discrepancies in the four statements and then concentrates on external clause relation, analysing all finite verb clauses according to a system evolved at the Survey of English Usage, University College London: free clauses, clauses with mobile relator (then, also), clauses with immobile relator (and, or, but, so), clauses with elliptic subject linkage, conjunctional clauses, relative clauses. In the internal analysis of the crucial statement, divided for this purpose into three parts, the central part differs from the other two particularly in having a considerably higher frequency of clauses with mobile relator and elliptic subject linkage.

### Anys 90 i actualitat
Més tard, durant els anys 90 van sorgir dues associacions en favor d'aquesta disciplina. Aquestes són la International Association for Forensic Phonetics and Acoustics (IAFPA) i la International Association for Forensic Linguists (IAFL). A més, també cal mencionar la revista Forensic Linguistics.
Tot i això, actualment al nostre entorn és una disciplina bastant desconeguda, és sobretot als països llengua anglesa on més prestigi ha aconseguit la lingüística forense.

## Categories
La lingüística forense es distingeix en tres tipus, segons la classificació que va fer Gibbons, professor d'universitat que treballa en l'àmbit de la llengua i el dret, l'any 1994.
- El llenguatge jurídic (the language of the law)

Es refereix al fet que les lleis estan escrites i es transmeten a través de la llengua, cosa que pot desembocar en una ‘interpretació’ diferent a la que en realitat es refereix.
- El llenguatge judicial (the language of the court)

Fa referència al llenguatge que s'usa en els processos legals, ja que és un llenguatge que pot arribar a ser complicat per certs col·lectius.
- El llenguatge evidencial (the language of the law)

És el tipus de lingüística forense més conegut, l'anàlisi dels diferents components lingüístics en processos judicials.

## Altres casos[6]

### 'Els 6 de Birmingham'
El 1974 van tenir lloc dos atemptats terroristes que van ser reivindicats per l'Exèrcit Republicà Irlandès (IRA), en anglès Irish Republican Army. Sis irlandesos van ser acusats i empresonats per aquest delicte. No obstant, un lingüista, Malcolm Coulthard, va analitzar la suposada confessió d'un dels acusats. Mitjançant l'anàlisi de l'ús d'elements discursius, la repetició, fórmules de tractament i d'altres, va arribar a la conclusió que la confessió havia estat alterada per la policia. Per aquest motiu, ‘els 6 de Birmingham’ van ser posats en llibertat 17 anys després.

### Unabomber
Unabomber era el pseudònim sota el qual amagava la seva identitat Ted Kazcynski. Durant 17 anys va estar sota el punt de mira de l'FBI. Es dedicava a enviar paquets bomba a universitats i aerolinies. La seva identitat es va descobrir gràcies a un manifest anònim de 56 pàgines en el qual aportava dades sobre la seva vida i el seu passat. Gràcies a l'escrit, el seu germà va creure reconèixer-lo i, més tard, l'FBI va aconseguir més proves per incriminar-lo i, actualment, segueix a la presó.

### L'assassí de les comes
David Ryan, l'assassí de les comes, va ser empresonat el 2013 per l'homicidi de Diana Lee. Gràcies al telèfon mòbil de la víctima, a través del qual l'assassí havia enviat missatge a amics i coneguts perquè no s'apropessin a la casa, la policia va analitzar l'ús incorrecte de les comes i els punts i van poder començar a encaminar la seva investigació.